# Bahnkraftwerk Muldenstein
Das Bahnkraftwerk Muldenstein war ein auf dem Gebiet der ehemals eigenständigen Gemeinde Muldenstein errichtetes Wärmekraftwerk für die Erzeugung von Bahnstrom. Es versorgte von 1912 bis 1994 das mitteldeutsche Netz mit Einphasenwechselstrom 15 kV, 16 2/3 Hz. Als Brennstoff diente die Braunkohle aus dem nahegelegenen mitteldeutschen Revier.

## Geschichte
Das Bahnkraftwerk wurde 1912 errichtet und versorgte das mitteldeutsche Bahnnetz. Seine Geschichte ist eng verbunden mit der schrittweisen Elektrifizierung der Bahnstrecken.
Der elektrische Versuchsbetrieb auf der Bahnstrecke Dessau–Bitterfeld wurde bereits 1911 eröffnet; im Juni 1914 wurde der elektrische Betrieb bis Leipzig ausgedehnt. Aber bereits am 4. August 1914 wurde der elektrische Bahnverkehr mit Ausbruch des Ersten Weltkriegs wieder eingestellt, die Kupfer-Fahrleitung abgebaut und der Rüstungsindustrie zugeführt. Im Bahnstromkraftwerk wurde ab Oktober 1915 im Auftrag des preußischen Ministers der öffentlichen Arbeiten versuchsweise die Produktion von Salpetersäure für Kunstdünger und Sprengstoffe begonnen, jedoch 1917 wieder eingestellt.
Ab 1921 wurde der elektrische Bahnbetrieb wieder aufgenommen: zunächst auf einer Strecke in Leipzig, und dann in kleinen Schritten weiter bis im Juli 1923. Nun war auf der Strecke Magdeburg – Roßlau – Dessau – Bitterfeld – Halle / Leipzig elektrischer Zugverkehr möglich. Das Kraftwerk wurde entsprechend schrittweise ausgebaut.
Zwischen 1937 und 1941 wurden die Kessel- und Generatoranlagen für die geplante Elektrifizierung der Bahnstrecke Berlin – Halle / Leipzig – München umfassend modernisiert und ausgebaut.
Nach dem Zweiten Weltkrieg wurden die technischen Einrichtungen des Bahnkraftwerks Muldenstein 1946 als Reparationsleistung für die Sowjetunion demontiert. 1952 verkaufte die Sowjetunion die bis dahin ungenutzten elektrischen Ausrüstungen und Fahrzeuge des mitteldeutschen und schlesischen Netzes an die Deutsche Reichsbahn zurück.
1953 wurden in Muldenstein die 1946 demontierten Stromerzeuger, Transformatoren und Schaltanlagen wieder eingebaut. Die Anlagen wurden auch erweitert durch eine mit Quecksilberdampfgleichrichtern betriebene Anlage zur Erzeugung von Gleichstrom für eine Krananlage. Sie konnte bei einer Spannung von 220 Volt einen Strom von 150 Ampere liefern. Die elektrische Leistung des Kraftwerks betrug nun 11,3 MW, die Höhe der Kamine 103 Meter. Die erneute Einweihung erfolgte 1955 unter Anwesenheit des Verkehrsministers der DDR. 1980 waren im Bahnkraftwerk  Muldenstein einschließlich des zugehörigen Ferienheimes Baabe 280 Mitarbeitende beschäftigt. 
Schon 1987 und 1990 wurde ein Teil der technischen Anlagen stillgelegt. 1993 erfolgte eine kurzfristige Nachnutzung als Prüfstelle der Deutschen Reichsbahn. 1994 ging das Bahnkraftwerk Muldenstein endgültig vom Netz. Der Abriss erfolgte ab Herbst 2007. Während der Arbeiten kam es zu Unfällen, so dass die Baustelle gesperrt und der Abriss noch nicht beendet ist. Am 10. April 2011 wurden die drei großen Schornsteine gesprengt. Dafür lag keine Genehmigung der Denkmalschutzbehörde vor. 2012 wurde eine Photovoltaikanlage auf dem Gelände errichtet.